# Linda Rocco
Linda Rocco (* 19. Juni 1966 in Cleveland, Ohio) ist eine US-amerikanische Sängerin und Texterin.

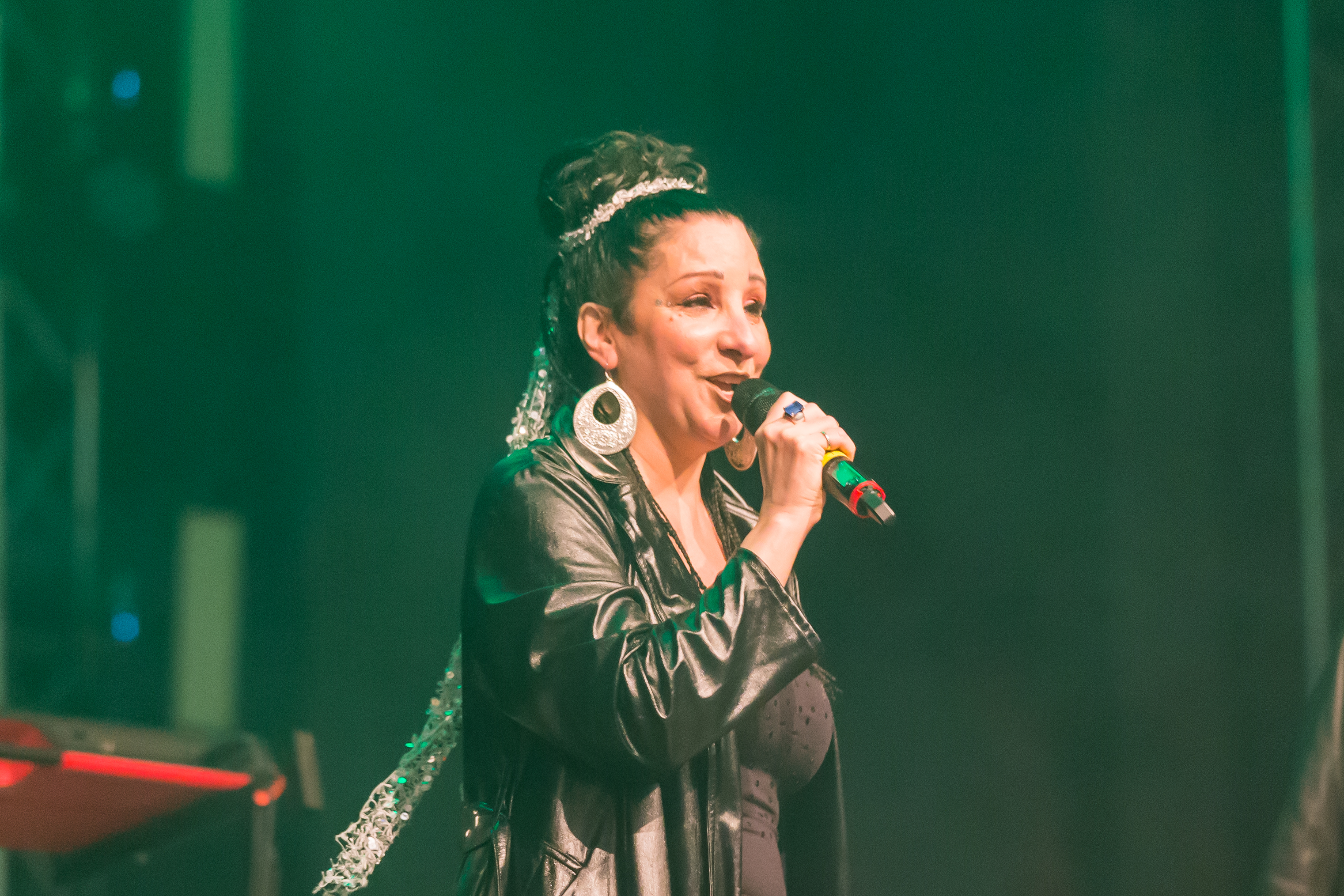
Linda Rocco bei einem Gastauftritt mit Masterboy in Mannheim, bei sunshine live Die 90er – Live On Stage (2014)

## Biografie
Nachdem Rocco mit ihrer Schwester Jodie Teil der „geliehenen Stimmen“ von Milli Vanilli und später Sängerin bei The Real Milli Vanilli war, arbeitete sie als Backgroundsängerin für Michael Jackson, Bobby Kimball und La Bouche. Als Stimme zur Single P.ower of A.merican N.atives des Dance-Projekts Dance 2 Trance hatte Rocco 1992 den größten Erfolg. Sie war außerdem von 1996 bis 1998 Sängerin bei Masterboy, dort war ihr größter Erfolg die Single Mister Feeling.
Heute ist Rocco Coach in der Tanz- und Performanceschule ihres Mannes George Liszt in Frankfurt am Main und singt in der Popband Fayoum Blue.

## Diskografie

### Singles
- 1993: Go Deeper (A. B. Free feat. Linda Rocco)
- 1994: On Earth as it Is in Heaven (Paternoster feat. Linda Rocco)
- 1995: Fly with Me
- 1995: Skate with Me (Loop feat. Katarina Witt, Melanie, Joan Faulkner und Linda Rocco)
- 1996: Eleanor Rigby (M. B. O. feat. Linda Rocco)